# S/S Norruna
S/S Norruna var ett ångdrivet lastfartyg, byggt 1919 i Fredrikstad, Norge. Fartyget köptes av Rederiaktiebolaget Höganäs 1925.

## Historik
Fartyget byggdes 1919 vid Fredrikstad Mekaniska Verkstad och levererades i maj till Erik Brodins rederiaktiebolag och fick namnet Aquila. Året därpå såldes fartyget till Sockerbolagets rederi och döptes om till Astur. Malmö blev hemmahamn. I november 1925 köpte Rederiaktiebolaget Höganäs fartyget för 250 000 kronor det döptes om till Norruna. År 1931 går Norruna till Öresundsvarvet för ombyggnad. Styrhytten byggs om och fartyget får nya master och lastbommar.
År 1960 säljs Norruna till AB Person och söner i Ystad för upphuggning.

### Tekniska data
Norruna hade en ångturbin tillverkad av STAL som drev en generator. Propellern drevs av en elmotor 1200 hästkrafter.

### Fartygsbefäl
Norruna fördes av följande sjökaptener:
| # | Sjökapten       | Ort         | År        |
| - | --------------- | ----------- | --------- |
| 1 | Axel Norling    | Helsingborg | 1923-1925 |
| 2 | John Lindau     | Ingelsträde | 1925-1931 |
| 3 | Algot Andersson | Lerberget   | 1931-1948 |
| 4 | Erik Bengtsson  | Höganäs     | 1948-1957 |
| 5 | Åke Bengtsson   | Lerberget   | 1957-1960 |